# Alain Bütler
Alain Bütler (* 18. Juli 1995 in Muri; heimatberechtigt in Auw) ist ein Schweizer Politiker (SVP).

## Leben
Bütler hat eine Berufslehre als Informatiker EFZ mit technischer Berufsmaturität absolviert. Anschliessend erwarb er an der Berner Fachhochschule in Zollikofen 2021 den Bachelor in Agrarwissenschaften.

## Politik
Ab 2012 engagierte sich Bütler bei der Jungen SVP Aargau. Von 2017 bis 2021 war er Präsident der Jungpartei im Kanton Aargau. Seit 2015 engagiert er sich in der SVP Bezirk Muri.
Bütler wurde am 20. Oktober 2024 in den Grossen Rat gewählt. Gewählt wurde er im Bezirk Muri.